# FK Sahcjor Szalihorszk
A Sahcjor Szalihorszk (belarusz nyelven: Футбольны Клуб Шахцёр Салігорск, magyar átírásban: Futbolni Klub Sahcjor Szalihorszk) egy fehérorosz labdarúgócsapat Szalihorszkban, Fehéroroszországban, jelenleg a fehérorosz labdarúgó-bajnokság élvonalában szerepel.

## Sikerei
- Fehérorosz bajnok: 3 alkalommal (2005, 2020, 2021)
- Fehérorosz kupa-győztes: 3 alkalommal (2004, 2014, 2019)
- Fehérorosz szuperkupa-győztes: 1 alkalommal (2021)